# Walder Straße
De Walder Straße (L62) is een 1,11 kilometer lange Landesstraße (lokale weg) in het district Imst in de Oostenrijkse deelstaat Tirol. De weg begint bij de Jerzener Straße (L243) net ten zuiden van Arzl im Pitztal. De weg loopt vervolgens richting het dorp Wald im Pitztal (850 m.ü.A.). Het beheer van de straat valt onder de Straßenmeisterei Imst.